# Svedenheim
Svedenheim var en svensk adelsätt, med gemensamt ursprung med ätten Svedenstierna.
Stamfader för ätterna Svedenstierna och Svedenheim är Lars Jönsson som var bonde i Gåsta by i Fellingsbro under början av 1600-talet, samt riksdagsman år 1664 för häradet. Han fick bland annat två söner, Nils och Bengt. Den förre av dessa, Nils Larsson, var brukspatron vid Finnåkers och Kåfalla bruk samt ägde flera gods i Västmanland, och adlades Svedenstjerna.
Den senare av dem, Bengt, upptog namnet Svedmark och var brukspatron. Hans hustru var Anna Davidsdotter Feif. Deras son David, var löjtnant vid Adelsfanan 1715 och hann nå rangen av kapten innan han adlades 1719 varmed han upptog namnet Svedenheim. Ätten introducerades året därefter på nummer 1615.
David Svedenheim var gift med Sara Brita Jerlström. Hennes far var Arendt Eliasson, brukspatron på Yxe bruk vid Järle hammar i Nora bergslag. Modern hette Elisabeth Ehrenpreus nr 1313. Namnet Jerlström hade hustrun och hennes bror upptagit. Brodern adlades med namnet, och släkten har gemensamt ursprung med Ehrencreutz.
David Svedenheim fick tre söner med Sara Brita Jerlström. En son avled i barndomen. Andre sonen Adolph Svedenheim var kommissarie i Riksens ständers Manufakturkontor, men avled ogift. Ätten fortlevde med äldste sonen Carl Diedrik Svedenheim som var överstelöjtnant och riddare av Svärdsorden. Hans hustru tillhörde ätten Riben. Deras enda barn, Carl Adolph, var ryttmästare. Ätten slöts på svärdssidan av Carl Adolf 1802-07-09 eftersom hans båda söner dött före honom i späd ålder (1790 och 1792). Enligt Gabriel Anreps ättartavlor finns inga kognatiska ättlingar till Svedenheim.